# Rimae Hippalus
Rimae Hippalus – grupa rowów  na powierzchni Księżyca o średnicy około 191 km. Znajduje się w pobliżu zachodniej granicy Mare Nubium oraz północnej Palus Epidemiarum na współrzędnych selenograficznych ☾ 25,5°S 29,2°W/-25,500000 -29,200000. Nazwa tego systemu kanałów została nadana w 1964 roku przez Międzynarodową Unię Astronomiczną i pochodzi od pobliskiego krateru Hippalus.